# Caserma moresca
La Caserma Moresca (in portoghese: Quartel dos Mouros, in cinese: 摩爾兵營) conosciuta anche come Edificio della Capitaneria di Porto (in portoghese: Edifício da Capitania dos Portos, in cinese: 港務局大樓) è un edificio storico della Regione Amministrativa Speciale di Macao. L'edificio fa parte del centro storico di Macao, inserito nella lista del patrimonio dell'umanità dell'UNESCO il 15 giugno 2005.

## Storia
L'edificio venne realizzato nel 1874 al fine di alloggiare un reggimento di polizia proveniente da Goa, allora parte dell'India portoghese. I progetti vennero affidati all'architetto italiano Cassuto, mentre alte fonti attribuiscono la struttura al Barão do Cercal António Alexandrino de Melo. Nel 1905, l'edificio venne trasformato nella sede della Capitaneria di Porto e della Polizia marittima e fiscale di Macao. Attualmente è occupato dalla Direzione degli affari Marittimi e dell'Acqua.

## Architettura
La struttura è stata edificata in mattoni su un versante della collina di Barra e creata seguendo uno stile neoclassico dell'architettura islamica e con influenze dall'architettura moghul. La pianta misura 67,5 metri di lunghezza e 37 di larghezza, con due piani nella parte posteriore. L'esterno è di colore bianco e giallo.